# Angels with Dirty Faces (álbum)
Angels with Dirty Faces é o segundo álbum de estúdio do girl group britânico Sugababes. Foi lançado pela Island Records no Reino Unido em 26 de agosto de 2002 e, na maioria dos países europeus, em setembro do mesmo ano. O álbum marcou a estréia da banda em sua nova gravadora, a Island, depois de serem demitidas da London Records em 2001. Além disso,foi o primeiro álbum do grupo a apresentar Heidi Range na formação, substituindo Siobhán Donaghy.
Angels with Dirty Faces tem produção de Lucas Secon e Xenomania, e alcançou a vice-liderança no UK Albums Chart, alcançando certificação de platina tripla pela British Phonographic Industry (BPI).

## Antecedentes e lançamento
| Críticas profissionais | Críticas profissionais |
| Avaliações da crítica  | Avaliações da crítica  |
| Fonte                  | Avaliação              |
| ---------------------- | ---------------------- |
| Allmusic               | [ 2 ]                  |
| The Guardian           | [ 3 ]                  |
| NME                    | [ 4 ]                  |
| Yahoo! Music           | [ 5 ]                  |

Pouco depois do lançamento do último single do álbum de estréia das Sugababes, One Touch, a integrante co-fundadora Siobhán Donaghy deixou a banda por causa de diferenças pessoais com Keisha Buchanan. Ela foi oficialmente substituída por Heidi Range no fim de 2001. Depois de terem sido abandonadas pela sua antiga gravadora, a London Records, a banda começou a procurar por um novo selo. Depois de começarem a escrever material para o seu segundo álbum de estúdio, elas finalmente assinaram com a Island Records.
Angels with Dirty Faces foi finalmente lançado no mercado em 26 de agosto de 2002, com muita expectativa, seguindo o sucesso dos dois primeiros singles lançados do álbum, "Freak Like Me" e "Round Round", que atingiram o número 1 na principal parada do Reino Unido. O disco recebeu críticas favoráveis dos críticos e a AllMusic deu 3,5 de 5 estrelas.
Quase um mês após o lançamento do projeto no Reino Unido, foi lançado em toda a Europa e na Nova Zelândia em setembro de 2002, onde ganhou um sucesso considerável. Recebeu uma certificação de platina pela International Federation of the Phonographic Industry, em reconhecimento pelas vendas de mais de 1 milhão de cópias em todo o continente europeu.

## Faixas
| N.º            | Título                                                  | Compositor(es) | Produtor(es)                          | Duração |  |
| 1.             | "Freak Like Me"                                         | Eugene Hanes Marc Valentine Loren Hill William Collins George Clinton Gary Numan                                                         | Richard X Jeremy Wheatley             | 3:17    |  |
| 2.             | "Blue"                                                  | Keisha Buchanan Mutya Buena Heidi Range Howard Jones Robbie Bronniman Robin Boult                                                        | Jones Bronniman Boult Wheatley        | 3:56    |  |
| 3.             | "Round Round"                                           | Brian Higgins Miranda Cooper Lisa Cowling Nick Coler Buchanan Buena Range Florian Pflueger Felix Stecher Robin Hofmann Rino Spadavecchia | Kevin Bacon Jonathan Quarmby Wheatley | 3:57    |  |
| 4.             | "Stronger"                                              | Jony Lipsey Marius de Vries Felix Howard Buchanan Buena Range                                                                            | Jony Rockstar                         | 4:00    |  |
| 5.             | "Supernatural"                                          | Christian Karlsson Pontus Winnberg Michelle Bell                                                                                         | Bloodshy & Avant                      | 3:37    |  |
| 6.             | "Angels with Dirty Faces"                               | Higgins Bob Bradley Tim Powell Cooper Matthew Del Gray Buchanan Buena Range                                                              | Higgins Bradley Powell Gifford Noel   | 3:48    |  |
| 7.             | "Virgin Sexy"                                           | Buchanan Buena Range Lucas Secon Mary-Ann Morgan                                                                                         | Secon                                 | 3:45    |  |
| 8.             | "Shape"                                                 | Sting Dominic Miller Craigie | Craigie Bacon                         | 4:14    |  |
| 9.             | "Just Don't Need This" (Faixa bônus britânica)          | Lipsey Howard Jeremy Shaw Buchanan Buena Range                                                                                           | Jony Rockstar                         | 3:32    |  |
| 10.            | "No Man No Cry" (Faixa bônus britânica)                 | Craigie Buchanan Buena Range | Craigie                               | 3:34    |  |
| 11.            | "Switch"                                                | Howard Frederick Odesjo Henrick Jonback Nina Woodford Buchanan Buena Range                                                               | Fredro                                | 3:37    |  |
| 12.            | "More Than a Million Miles"                             | Secon Morgan Buchanan Buena Range | Secon                                 | 3:24    |  |
| 13.            | "Breathe Easy" (Acoustic Jam)                           | Craigie Buchanan Buena Range | Craigie                               | 3:59    |  |
| 14.            | "Round Round" (Alternative Mix) (Faixa bônus britânica) | Higgins Cooper Cowling Coler Buchanan Buena Range Pflueger Stecher Hofmann Spadavecchia                                                  | Higgins Powell                        | 6:07    |  |
| Duração total: | Duração total:                                          | Duração total: | Duração total:                        | 41:30   |  |

## Desempenho nas tabelas musicais
| Chart (2003)                          | Maior posição |
| ------------------------------------- | ------------- |
| Alemanha (Offizielle Deutsche Charts) | 13            |
| Austrália (ARIA)                      | 5             |
| Áustria (Ö3 Austria Top 40)           | 19            |
| Bélgica (Ultratop Flandres)           | 15            |
| Bélgica (Ultratop Valônia)            | 48            |
| Dinamarca (Hitlisten)                 | 37            |
| Finlândia (Suomen virallinen lista)   | 32            |
| Irlanda (IRMA)                        | 3             |
| Japão (Oricon)                        | 178           |
| Noruega (VG-lista)                    | 11            |
| Nova Zelândia (RMNZ)                  | 21            |
| Países Baixos (Dutch Charts)          | 12            |
| Reino Unido (UK Albums Chart)         | 2             |
| Suécia (Sverigetopplistan)            | 49            |
| Suíça (Schweizer Hitparade)           | 13            |

| Chart (2002)      | Posição |
| ----------------- | ------- |
| Reino Unido (OCC) | 25      |
| Chart (2003)      | Posição |
| Reino Unido (OCC) | 54      |

## Vendas e certificações
| Região                                                                                             | Certificação | Vendas     |
| -------------------------------------------------------------------------------------------------- | ------------ | ---------- |
| Países Baixos (NVPI)                                                                               | Ouro         | 40,000^    |
| Reino Unido (BPI)                                                                                  | 3× Platina   | 926,000    |
| Suíça (IFPI Suíça)                                                                                 | Platina      | 20,000^    |
| Resumo                                                                                             |              |            |
| Europa (IFPI)                                                                                      | Platina      | 1,000,000* |
| *números de vendas baseados somente na certificação ^distribuições baseadas apenas na certificação |              |            |